# Spinathele
Genre
Spinathele est un genre d'araignées mygalomorphes de la famille des Macrothelidae.

## Distribution
Les espèces de ce genre se rencontrent en Chine, à Taïwan et au Laos.

## Liste des espèces
Selon World Spider Catalog (version 26, 13/04/2025) :
- Spinathele bannaensis (Xu & Yin, 2001)
- Spinathele hanfeii (Lin & Li, 2021)
- Spinathele holsti (Pocock, 1901)
- Spinathele nanning (Lin & Li, 2021)

## Systématique et taxinomie
Ce genre a été décrit par Shao, Zhou et Lin en 2025 dans les Macrothelidae.

## Publication originale
- Shao, Zhou & Lin, 2025 : « 大疣蛛科的分类学修订与新属描述（蜘蛛目，大疣蛛科）- Taxonomic revision of Macrothelidae Simon, 1892 and description of four new genera (Araneae, Macrothelidae). » The Indochina Entomologist, vol. 1, no 36, p. 337-350 (texte intégral) (zh).